# François-Xavier Nzuwonemeye
François-Xavier Nzuwonemeye és un antic soldat de Ruanda, conegut principalment pel seu paper en el genocidi ruandès.

## Antecedents i paper en el genocidi
Nzuwonemeye va néixer a la prefectura rural de Kigali; és d'ètnia hutu. Nzuwonemeye va ingressar a les Forces Ruandeses de Defensa, i el 1994 va ocupar el càrrec de major. El 1993, era comandant del 42 batalló de les FRD; posteriorment va ser ascendit a comandant del Batalló de Reconeixement.
L'acusació del TPIR al·lega que entre 1990 i 1994, Nzuwonemeye i altres oficials van conspirar per exterminar als civils tutsis i opositors polítics, i van ajudar a entrenar els "interahamwe" i grups de milícies que van cometre el genocidi.
Després de la mort d'Habyarimana i el començament del genocidi, els membres del Batalló de Reconeixement comandats pel subordinat de Nzuwonemeye, Innocent Sagahutu, "van detenir, arrestar, assaltar sexualment i van matar" a la primera ministra de Ruanda, Agathe Uwilingiyimana. També van prendre la custòdia dels deu mantenidors de la pau d'UNAMIR que havien estat custodiant la seva casa. Van ser traslladats al Camp Kigali, un campament de les FAR, on van ser "atacats i copejats" pels membres de RECCE sota el comandament de Sagahutu i posteriorment van ser assassinats. Van ser acompanyats en aquests fets per membres del Guàrdia Presidencial comandada pel Major Protais Mpiranya.

## Després del genocidi
Nzuwonemeye va fugir de Ruanda després de la victòria del Front Patriòtic Ruandès (RPF). En una acusació modificada per última vegada el 25 de setembre de 2002, el Tribunal Penal Internacional per a Ruanda va acusar Nzuwonemeye de "conspiració per cometre genocidi, genocidi, crims contra la humanitat i violacions de la Convenció de Ginebra."
Nzuwonemeye va ser arrestat a França el 15 de febrer de 2000, el mateix dia que el seu antic company, Innocent Sagahutu, va ser arrestat a Dinamarca.
Va ser transferit a l'autoritat del TPIR el 23 de maig de 2000. En 2006 se li va fer un judici conjunt amb altres agents FRD implicats en el genocidi. L'11 de febrer de 2014, Nzuwonemeye va ser absolt pel TPIR.